# Concert champêtre (Poulenc)
Das Concert champêtre, FP 49 ist ein Cembalokonzert des französischen Komponisten Francis Poulenc.

## Entstehung
Das Werk entstand 1927 bis 1928 und wurde für die polnische Cembalistin und Pianistin Wanda Landowska geschrieben, die er bei seiner Mäzenin Prinzessin Edmond de Polignac kennengelernt hatte. Poulenc hatte sich zuvor auf Anregung Nadia Boulangers mit den Werken der alten Meister beschäftigt, was in ihm die Idee weckte, ein Konzert für das Cembalo zu schreiben. Dieses Tasteninstrument wurde seit dem Empfindsamen Stil um die Mitte des 18. Jahrhunderts hauptsächlich nur noch zur Generalbassbegleitung verwendet, da schon seit Wolfgang Amadeus Mozart das Nachfolgeinstrument Klavier zum bestimmenden und aktuellen Instrument für Solokonzerte geworden war. In gewisser Weise stellt das Konzert eine Hommage an die französischen Barockkomponisten der Familie Couperin sowie Jean-Philippe Rameau dar.

## Zur Musik

### 1. Satz: Allegro molto
Der Satz beginnt mit einer Akkordfolge im Orchester, welche von den Hörnern beantwortet wird. Anschließend setzt das Cembalo mit einigen dissonanten Akkorden ein, was für den gewohnten Cembaloklang aus dem Barock höchst ungewöhnlich ist. Nach diesem langsamen Satzbeginn, stellt das Cembalo ein sprunghaft-vergnügtes Thema im barocken Duktus vor: dieses wird kurz darauf vom Orchester mit moderner Harmonik begleitet, womit sich ein ungewöhnliches und interessantes Klangbild ergibt. Auch diese Passage ist schnell vorüber und der Satz wird durch ein Fanfaren-Motiv der Trompeten fortgesetzt. Das Cembalo antwortet mit einigen rhythmisch verschobenen Akkorden und entwickelt aus dem Fanfarenmotiv ein Chaconnethema im Stile Couperins. Poulenc stellt in diesem freigestalteten Satz weitere Themen verschiedener Charaktere vor, bevor das freudige Hauptthema erneut erklingt.

### 2. Satz: Andante
Das Hauptthema des Andantes ist in einem kantablen Siciliano-Rhythmus geschrieben und könnte genauso gut von Bach stammen. Das zarte Thema wird im Orchester vorgestellt und bei seiner Wiederkehr feierlich vom Cembalo umspielt. Ein heftiger Paukenschlag unterbricht die lyrische Stimmung. Das Cembalo antwortet solo mit einem Unisonomotiv, welches kurz darauf von den Flöten begleitet wird. Hieraus entwickelt sich die Rückkehr des Hauptthemas, welches nun gar in Dur erklingt.

### 3. Satz: Finale
Der Finalsatz wird vom Cembalo solo eröffnet. Es erklingt ein barocker Tanz, der kurz darauf vom Orchester aufgenommen wird. Schnell entwickelt sich ein bewegtes und aufgeregtes Treiben, welches durch eine zeitgemäße Harmonik angereichert wird. Viele Tempiwechsel sind charakteristisch für den Satz. In der Mitte des Satzes taucht das Anfangsmotiv des ersten Satzes wieder auf, welches von einem unruhigen Akkordmotiv ergänzt wird. Der Satz endet im piano des Cembalos.

## Wirkung
Poulenc schrieb mit dem Cembalokonzert ein frisches, mondänes und in gewisser Weise freches Werk. Der für Werke des 20. Jahrhunderts ungewohnte Klang des Cembalos wird sowohl mit der teilweise scharfen Harmonik der Zeit, als auch mit barocken Tonfiguren verbunden. Das Konzert wurde am 3. Mai 1928 in Paris mit Wanda Landowska am Cembalo uraufgeführt und wurde auf Grund seines frischen und ungewohnten Klangs zu einem der größten Erfolge des Komponisten.